# لولا شونيين
لولا شونيين (بالإنجليزية: Lola Shoneyin) روائية وشاعرة وأستاذة نيجيرية، وُلدت في إبادان في نيجيريا في 26 فبراير 1974. تتناول في كتاباتها مواضيع متعلقة بالحياة الجنسية للأنثى، وصعوبات الحياة المنزلية في أفريقيا. هي رئيسة المهرجان الأدبي والثقافي أك الفنون ومهرجان الكتاب، حيث دعمت التجديد الفني في أفريقيا.